# 그라돌리
그라돌리(이탈리아어: Gradoli)는 이탈리아 라치오주 비테르보도에 위치한 코무네다. 로마로부터 북서쪽 100km, 비테르보로부터 북서쪽 35km 거리에 있다.
그라돌리는 볼세나 호수에서 몇 km 떨어진 몬티 볼시니 지역에 있다. 전해진 바에 의하면 교황 바오로 3세가 안토니오 다 상갈로에게 주문한 파르네세 가문이 소유했던 궁전이 있다. 성은 방어용 탑과 아치형 입구, 성벽 일부만 남아있다. 상갈로는 근처에 있는 성당인 산타 마리아 마달레나(Santa Maria Maddalena)도 맡았었다.